# IC 2469
IC 2469 — галактика типу SBab () у сузір'ї Компас.
Цей об'єкт міститься в оригінальній редакції індексного каталогу.